# North Hertfordshire
North Hertfordshire är ett distrikt (motsvarande kommun) i grevskapet Hertfordshire i England, Storbritannien. Distriktet har 134 159 invånare (2022). 
Större orter är Baldock, Hitchin, Letchworth Garden City och Royston. Distriktet är indelat i 35 civil parishes, förutom Baldock, Hitchin och Letchworth Garden City som inte ingår i någon civil parish.